# Marsvinsholmsteatern
Marsvinsholmsteatern var en svensk friluftsteaterverksamhet med sommarproduktioner i parken till Marsvinsholms slott i Skåne mellan 2013 och 2017.
Friluftsteater vid Marsvinsholm spelades regelbundet av Ystads Stående Teatersällskap under åren 1995–2012. Därefter tog den nya ensemblen MarsvinsholmsTeatern 2013 över traditionen och uppförde under fem år varje sommar en komedi eller musikteaterproduktion på en uppbyggd scen i parken. Sommaren 2017 gick teatern i konkurs.
Teaterns konstnärliga ledare var Claes Åström och Camilla Persson.

## Produktioner
- 2013 – Evigt ung, sångspel av Erik Gedeon
- 2014 – Hantverkarna, komedi av Line Knutzon
- 2015 –  Kom igen Charlie! eller Främlingen, komedi av Larry Shue
- 2016 – Nysningen, komedi av Neil Simon
- 2017 – Pastor Qvist